# Jezioro Genewskie

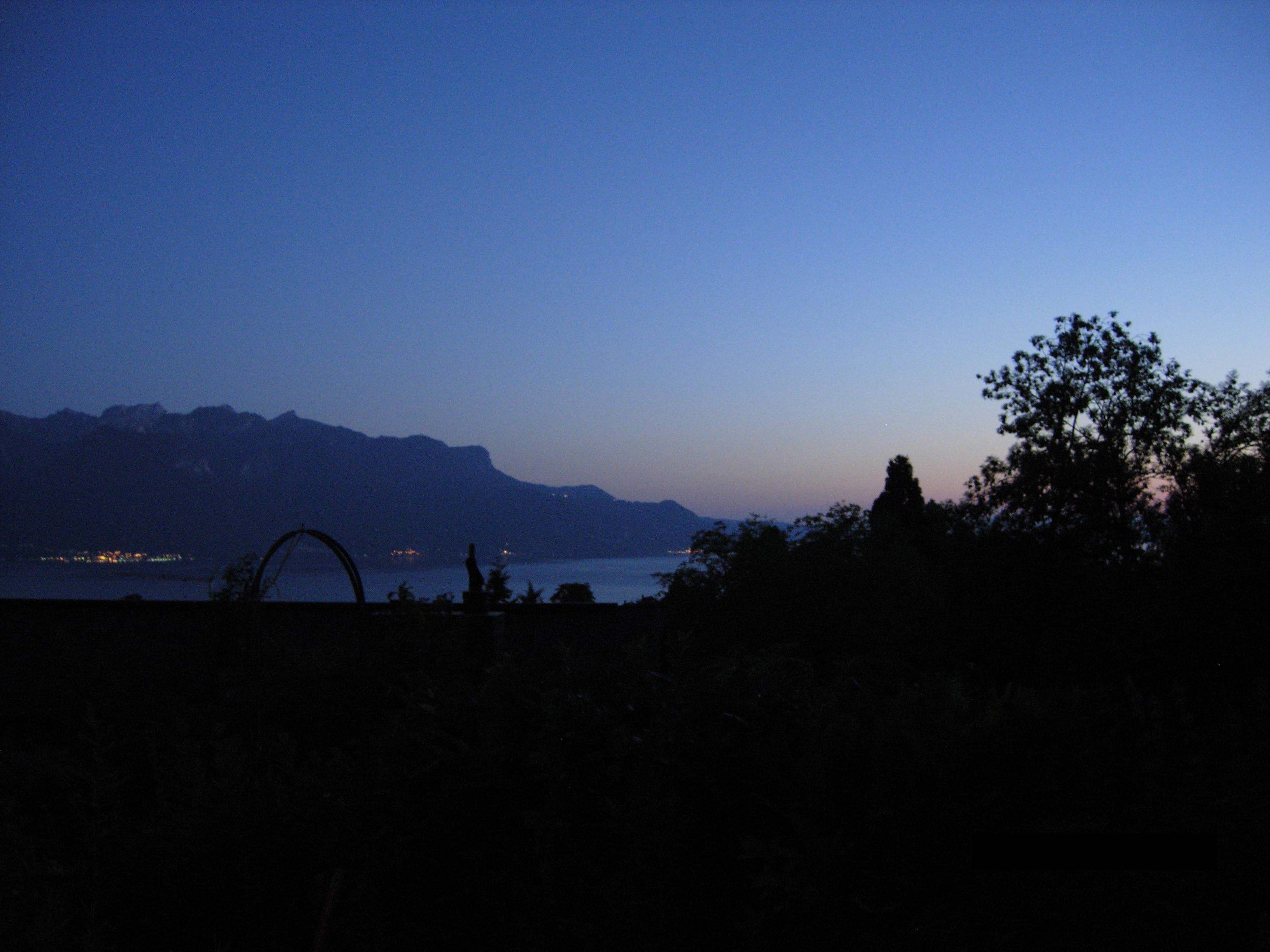
Jezioro Genewskie

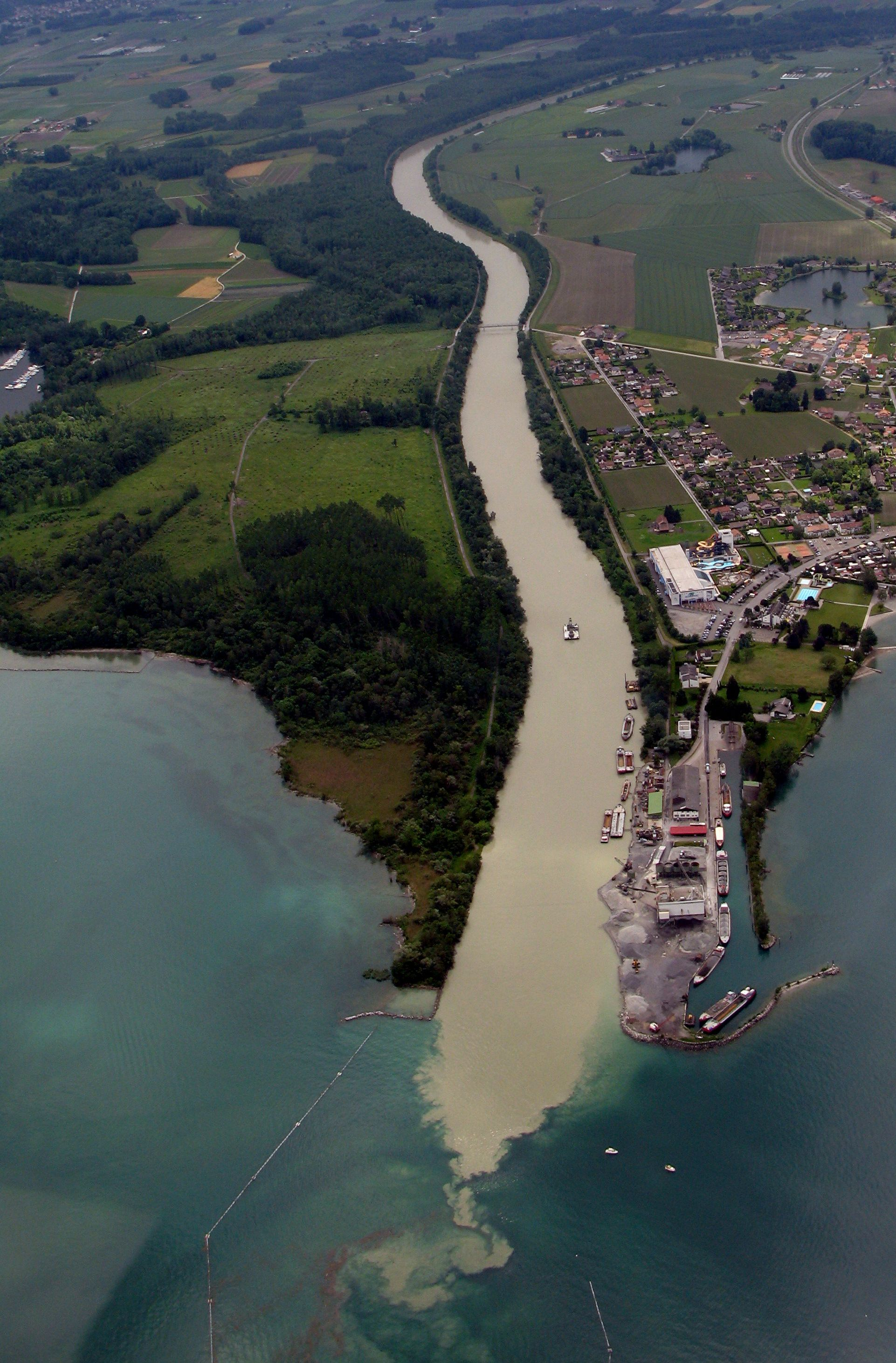
Ujście Rodanu do Jeziora Genewskiego

Jezioro Genewskie (hist. Jezioro Lemańskie, fr. Lac Léman lub Lac de Genève, wł. Lago Lemano lub Lago di Ginevra, niem. Genfersee) – jezioro położone na granicy Szwajcarii i Francji, znajduje się w obniżeniu tektonicznym między Alpami i Jurą. Największe jezioro w Alpach i Europie Zachodniej. Jezioro Genewskie nie zostało uznane największym jeziorem w Szwajcarii, ze względu na obszar należący również do Francji.

## Podstawowe dane liczbowe dotyczące jeziora
- powierzchnia 581,4 km²; jezioro tradycyjnie dzieli się na dwie części: le Petit Lac („Małe Jezioro”, od Genewy po Yvoire we Francji), liczące 81,2 km² czyli ok. 15% powierzchni, oraz le Grand Lac („Wielkie Jezioro”, od Yvoire do Villeneuve);
- głębokość maksymalna 308,99 m[1], średnia 154 m;
- długość maksymalna (wzdłuż linii łączącej Villeneuve i Genewę) 72,3 km[2];
- szerokość maksymalna (pomiędzy Évian-les-Bains i Lozanną) 13,8 km[2];
- objętość wód jeziora ok. 89 miliardów m³[2];
- długość linii brzegowej 200,2 km, z tego na Szwajcarię przypada 142,2 km (kanton Vaud – 102 km, kanton Valais – 7,6 km, kanton Genewa – 32,6 km), a na Francję (departament Haute-Savoie) – 58 km[2];
- powierzchnia basenu jeziora (wraz z jeziorem) 7.976 k/m²;
- podział powierzchni jeziora: do Szwajcarii należy 345 km², a do Francji – pozostałe 236,4 km²;
- średnie położenie lustra wody na wysokości 372,05 m n.p.m. System śluz u wylotu Rodanu z jeziora w Genewie umożliwia regulację poziomu lustra wody w zależności od aktualnych warunków, zwłaszcza pór roku. Średni wysoki poziom wody w okresie letnim utrzymywany jest na poziomie 372,3 m. Średni niski poziom wody w okresie zimowym wynosi 371,7 m. W latach przestępnych obniża się go do 371,5 m[2] celem wykonywania niezbędnych prac konserwacyjnych.
- do jeziora wpływa kilkaset rzek i rzeczek, z których największą jest Rodan; Rodan jest również jedyną rzeką wypływającą z jeziora. Wyprowadza on z jeziora średnio 243 m³ wody/s;
- na jeziorze jest 5 wysp (nie licząc wystających z wody skał i większych głazów), są to: Île de Choisi, Île de Salagnon, Île de la Harpe, Île aux Oiseaux i Île de Peilz[2];
- według różnych obliczeń, jezioro wypełni się w sposób samoistny osadami za ok. 42 000 (według Colleta) do 64 000 (według Forela) lat;
- na jeziorze obserwowany jest cykliczny przypływ, którego wysokość wynosi 4,4 mm (cztery i cztery dziesiąte milimetra), natomiast amplituda ruchów sejszowych na Jeziorze Genewskim może osiągać 20 cm na wysokości Morges i około 40 cm w rejonie Genewy;
- gdyby udało się osuszyć jezioro, Rodan potrzebowałby 16 lat i 11 miesięcy, by wypełnić misę jeziorną do obecnego poziomu;
- gdyby między portami w Morges i Évian-les-Bains naciągnąć idealnie prosto linę, to na środku szerokości jeziora byłaby ona zanurzona ok. 6 metrów pod lustrem wody (wynika to z kulistości Ziemi);
- gdyby cała ludność świata (ok. 6,6 miliarda w listopadzie 2007 r.) zanurzyła się w jeziorze, jego poziom podniósłby się zaledwie o ok. 70 cm.
- jezioro stało się inspiracją do stworzenia m.in. „Liryków lozańskich” Adama Mickiewicza i „Rozłączenia” Juliusza Słowackiego.

Na północnym brzegu jeziora znajdują się winnice, zgrupowane w dwa rejony winiarskie: La Côte na zachód od Lozanny i Laveaux na wschód od tego miasta.
Nad jeziorem leżą miasta Genewa, Lozanna i Nyon oraz liczne ośrodki turystyczne, wypoczynkowe, sportowe i uzdrowiskowe m.in.:
- Montreux – słynie z festiwalu jazzowego
- Vevey – słynie z winnic Lavaux i Święta Winobrania
- Thonon-les-Bains
- Évian-les-Bains
- Morges.

## Fauna jeziora
W Jeziorze Genewskim występuje ok. 30 gatunków ryb. Najpospolitsze to płoć, lin, okoń i szczupak. Typowymi gatunkami są tu palia alpejska i kilka podgatunków Salmo trutta. Występuje tu także miętus pospolity, spotykany nawet na największych głębokościach (ok. 300 m) oraz niestanowiący elementu naturalnej fauny jeziora sum pospolity.

## Ochrona przyrody
Na wybrzeżach Jeziora Genewskiego znajduje się pięć rezerwatów przyrody, cztery w Szwajcarii, jeden we Francji. Ich celem jest głównie ochrona miejsc przebywania i gniazdowania ptaków wodno-błotnych. Są to:
- Les Grangettes (fr. Réserve naturelle des Grangettes), pomiędzy Villeneuve a Bouveret;
- L’Île aux Oiseaux (fr. Réserve naturelle de lÎle aux Oiseaux) w Préverenges;
- Les Crenées (fr. Réserve naturelle des Crenées) w Mies;
- La Pointe à la Bise (fr. Réserve naturelle de la Pointe à la Bise) w Collonge-Bellerive;
- Le Delta de la Dranse (fr. Réserve naturelle nationale du Delta de la Dranse) w delcie rzeki Dranse w Publier (Francja).